# 養老町山口会館
養老町山口会館（ようろうちょうやまぐちかいかん）は、岐阜県養老郡養老町にある博物館。
山口会館とも称する。

## 概要
- 養老町出身の作曲家、山口俊郎の作品原稿、愛用品、著作品（レコードなど）等を保管展示する施設である[2]。
- 1979年（昭和54年）、山口俊郎が町有地を借りて養老町高田409-4に開館[3]。その後町有施設となり、2004年（平成16年）1月に現在地に新築移転[1]。
- 施設の一部（会議室、テラスなど）は地域活動の場として使用されている。

## 主な展示内容
- 著作品（レコードなど）
- 作品原稿
- 愛用品

## 利用案内
- 所在地：岐阜県養老郡養老町高田18番地1
- 開館時間：8:30 - 17:15[4]。
- 開館日：日曜日　※12月29日から1月3日までの期間の日曜日は休館[4]
- 入館料：無料

## 交通アクセス

### 公共交通機関
- 養老鉄道美濃高田駅下車、徒歩約12分

## 周辺施設
- 養老町立高田中学校
- 養老町老人福祉センター
- 大垣西濃信用金庫養老支店
- ミズノテクニクス